# Steve Howey (calciatore)
Stephen Norman Howey (Sunderland, 26 ottobre 1971) è un ex calciatore inglese, di ruolo difensore.

## Palmarès

### Club

#### Competizioni nazionali
- First Division: 1

Manchester City: 2001-2002